# Verona van de Leur
Verona van de Leur est une gymnaste néerlandaise, née le 27 décembre 1985 à Gouda.
En 2002, elle a notamment été vice-championne du monde au sol et quintuple médaillée aux Championnats d'Europe.
Elle s'est ensuite reconvertie dans l'érotisme et la pornographie à partir de 2011.

## Biographie
Verona van de Leur commence la gymnastique à l'âge de 5 ans.
Elle réussit sa meilleure saison en 2002, remportant notamment cinq médailles aux Championnats d'Europe à Patras, une médaille d'argent aux Championnats du monde à Debrecen, et trois médailles (dont un titre au sol) lors de la finale de Coupe du monde à Stuttgart. Elle est désignée sportive néerlandaise de l'année cette année-là.
Elle met un terme à sa carrière sportive en juin 2008.
En mai 2011, elle est condamnée pour une affaire de chantage auprès d'un couple adultère et purge une peine de 72 jours de prison.
En octobre 2011, elle débute des performances érotiques via webcam, puis crée son propre site Internet érotique, où elle participe aussi à des vidéos pornographiques,,.

## Palmarès

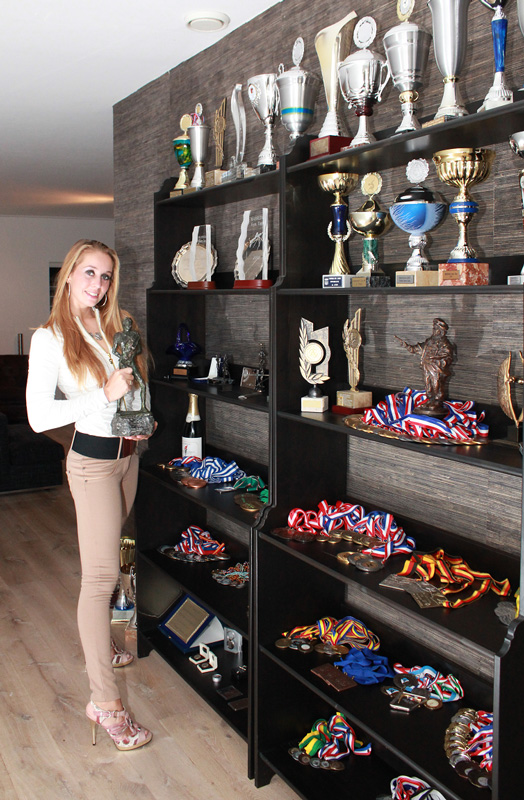
Verona van de Leur posant en 2002 avec ses trophées.

### Championnats du monde
- Debrecen 2002
  -  médaille d'argent au sol

### Championnats d'Europe
- Patras 2002
  -  médaille d'argent au concours général individuel
  -  médaille d'argent au concours général par équipes
  -  médaille d'argent au saut de cheval
  -  médaille de bronze au sol
  -  médaille de bronze à la poutre

### Coupe du monde
- World Cup Final Stuttgart 2002
  -  médaille d'or au sol
  -  médaille de bronze au saut de cheval
  -  médaille de bronze aux barres asymétriques

## Distinction
- Sportive néerlandaise de l'année en 2002